# 日照汤谷太阳文化源旅游风景区
日照汤谷太阳文化源旅游风景区位于山东省日照市东港区涛雒镇的天台山。从同三高速、204国道和滨海大道均可到达景区。

## 地理
该景区背山面海、天然生态、风景如画，主要展示远古时期日照地区的太阳崇拜文化，景区内有羲和部落遗址、太阳神石、太阳神陵、大羿陵、石祖像、老母洞、女娲补天台、神鳌、东方神龙、日晷等远古遗痕和大量太阳文化传说。